# 유유의 제2차 북벌
유유의 제2차 북벌(劉裕 第二次 北伐)은 416년 동진(東晉)의 실권자 유유(劉裕)가 후진(後秦)을 상대로 실시한 북벌(北伐)이다. 유유는 북위(北魏)의 지원군을 격파하고 후진을 멸하며 허창(許昌), 낙양(落陽), 장안(長安)을 모두 수복하였다.

## 주요 참전자

### 동진(東晉)
- 유유 (劉裕)
- 사회 (謝晦)
- 왕진악 (王鎮惡)
- 심전자 (沈田子)
- 심임자 (沈林子)
- 단도제 (檀道濟)
- 주초석 (朱超石)
- 주령석 (朱齡石)
- 부홍지 (傅弘之)
- 괴은 (蒯恩)
- 호번 (胡藩)
- 유준고 (劉遵考)
- 모수지 (毛脩之)
- 모덕조 (毛德祖)
- 왕중덕 (王仲德)
- 왕수 (王修)
- 왕홍 (王鴻)

### 후진(後秦)
- 말제 요홍 (末帝 姚泓)
- 요소 (姚紹)
- 요원 (姚垣)
- 요광 (姚洸)
- 요란 (姚鸞)
- 요찬 (姚讚)
- 요우 (姚禹)
- 요장 (姚掌)
- 동준 (董遵)
- 조현 (趙玄)
- 석무휘 (石無諱)
- 왕구생 (王苟生)

### 북위(北魏)
- 장손숭 (長孫嵩)
- 위건 (尉建)
- 아박간 (阿薄干)
- 아청 (娥清)